# Леді зникає (фільм, 1979)
«Леді зникає» (англ. The Lady Vanishes) — британський детективний фільм, римейк однойменного фільму Альфреда Гічкока 1938 року, знятий режисером Ентоні Пейджем 1979 року. У головних ролях Сібілл Шеперд, Елліотт Ґулд та Анджела Ленсбері.

## Сюжет
Дія відбувається перед початком Другої світової війни у 1939 році. Американка Аманда Келлі, заможна спадкоємиця, яка скоро має вийти заміж, опиняється в числі пасажирів експресу, що слідує через Баварію до Швейцарії. Випадково вона знайомиться з міс Фрой, літньою гувернанткою, яка скоро несподівано зникає. Аманда починає розшукувати її, та інші пасажири запевняють її, що ніякої літньої жінки взагалі не було. Все ж Аманді вдається переконати в своїй правоті американського фотографа Роберта Кондона, з яким вони продовжують пошуки. Разом вони з'ясовують, що міс Фрой стала жертвою викрадення, та що вона не звичайна літня дама, — їй доручено передати британській розвідці закодовану інформацію під виглядом музичної композиції. Аманді та Роберту доводиться визволяти міс Фрой з рук доктора Гартца та його помічників, які збираються передати її німцям.

## У ролях
| Актор            | Роль            |
| ---------------- | --------------- |
| Сібілл Шеперд    | Аманда Келлі    |
| Елліотт Ґулд     | Роберт Кондон   |
| Анджела Ленсбері | міс Фрой        |
| Герберт Лом      | доктор Гартц    |
| Артур Лоу        | Чартерс         |
| Іен Кармайкл     | Колдікотт       |
| Джеральд Гарпер  | Тодгантер       |
| Дженні Ранекр    | місіс Тодгантер |
| Джин Андерсон    | баронеса        |
| Розалінд Найт    | Евелін Барнс    |
| Вольф Калер      | Гельмут         |